# Claude Nicati
 (mars 2023).
Si vous disposez d'ouvrages ou d'articles de référence ou si vous connaissez des sites web de qualité traitant du thème abordé ici, merci de compléter l'article en donnant les références utiles à sa vérifiabilité et en les liant à la section « Notes et références ».
Claude Nicati, né le 10 mars 1957, est une personnalité politique neuchâteloise, membre du parti libéral-radical.

## Biographie
Après avoir obtenu une maturité scientifique à Bienne, Claude Nicati commence des études de médecine à Lausanne. Mais c'est finalement en droit qu'il sortira diplômé de l'université de Lausanne. Sa formation est complétée par un brevet d'avocat obtenu à l'université de Berne. Il occupe successivement les fonctions de remplaçant du commandant de la police municipale de Bienne de 1986 à 1990, adjoint du commandant de la police cantonale neuchâteloise jusqu'en 1996, juge d’instruction à Neuchâtel de 1997-2001, puis enfin procureur général suppléant à la Confédération jusqu'en 2009.

## Carrière politique
Conseiller général à Boudry de 1997 à 2001, c'est huit ans plus tard qu'il se fera connaître du public. Lors des élections pour le conseil d'état de 2009, le parti libéral-radical, dont Claude Nicati est alors membre, établit une liste de candidats sur laquelle il ne figure pas. Mais lors du congrès d'investiture, un autre candidat se désiste et Claude Nicati accepte de le remplacer. Il est finalement élu à la surprise générale, car il n'a quasi aucune expérience politique.
Chef du département de la gestion du territoire, son mandat est ponctué de quelques succès comme l'introduction de la taxe au sac ou encore la nouvelle réglementation des constructions, mais aussi de défaites, la plus cinglante étant le refus du TransRun par le peuple pour quelque 400 voix. Les relations avec son parti se dégradent au fil de son mandat. Le 17 octobre 2012, Claude Nicati démissionne du PLR avec lequel le dialogue ne fonctionne plus. Sans parti, il décide de ne pas se représenter pour un second mandat.
Le 1er octobre 2013, Claude Nicati ouvre une étude d'avocat à Neuchâtel.